# Gendarmes au Camp de Drancy
Les gendarmes au Camp de Drancy sont les gendarmes français responsables du contrôle des internés du Camp de Drancy durant la Seconde Guerre mondiale. Drancy est la plaque tournante et l'antichambre vers les Camps de concentration nazis et les horreurs de la Shoah. Si les gendarmes suivent et obéissent aux ordres de leurs supérieurs, certains utilisent de la force et même de la violence envers les détenus. Il y aura même un procès en mars 1947. Par contre, un gendarme sera reconnu comme Juste parmi les Nations.

## Origine du camp de Drancy

### Cité de la Muette (1932)
La Cité de la Muette à Drancy est construite à partir de 1932 à la demande d’Henri Sellier, administrateur de l’office HBM de la Seine. Elle est le premier exemple d’immeuble d’habitation collective à loyer modéré en Île-de-France,.

### Installation de la gendarmerie (1938)
Certains appartements achevés, dans les tours et le peigne, sont mis en location, mais ils sont trop chers, mal isolés et trop éloignés de la gare de Drancy. En 1938, Henri Sellier décide de les louer à la 22e légion de gardes mobiles de la gendarmerie.

### Camp de prisonniers (septembre 1939)
Le bâtiment en U, largement inachevé, est réquisitionné pendant la Seconde Guerre mondiale, et transformé en camp de prisonniers en septembre 1939. L'occupant nazi s'installe en juin 1940. Des prisonniers de guerre français et britanniques y sont enfermés. Barbelés, guérites et 
miradors sont installés. Les gendarmes français sont chargés de garder les lieux.

### Camp de Drancy (août 1941)
Le camp de prisonniers devient le camp d'internement pour les Juifs à partir du 21 août 1941.

## Rôle des gendarmes

### Gendarmes et policiers français en charge de Drancy (août 1941-juillet 1943)
Placé sous l'autorité de la préfecture de police, le camp de Drancy est administré et gardé uniquement par des policiers et des gendarmes français. d'août 1941 jusqu'en juillet 1943. La police française occupe le camp sous le contrôle général de la police de sécurité allemande et du SD.

### Gendarmes chargés uniquement de la garde extérieure (2 juillet 1943)
A partir du 2 juillet 1943, les Allemands prennent le contrôle direct du camp de Drancy et l'officier SS Aloïs Brunner en devient le commandant. Les gendarmes français ne sont plus chargés que de la garde extérieure du camp désormais officiellement appelé camp de concentration.

## Comportement des gendarmes
Selon Maurice Rajsfus, « Relater les activités des gendarmes français basés à Drancy, du mois d’août 1941 au mois d’août 1944, exigerait une étude particulière et l’espace d’un livre serait certainement insuffisant. Il n’est pas un seul des quelque 70 000 internés ayant connu le camp qui n’ait eu à se plaindre du zèle des gendarmes. ».
Plus de trois cents gendarmes deviennent gardiens de camp de concentration. « Pendant trois ans, à Drancy, banlieue parisienne, des ” soldats de la loi ” formés au service de la République vont brutaliser près de soixante-dix mille innocents, enfants, femmes, personnes âgées, les empêcher de s’évader. Ils vont escorter les convois d’extermination jusqu’à la frontière allemande. »,.

### Procès du 19 au 22 mars 1947 portant jugement sur les agissements des gendarmes français à Drancy
À la Libération, des rescapés de Drancy portent plainte. Une instruction pour intelligence avec l’ennemi est ouverte contre 15 gendarmes dont 10 sont renvoyés devant la Cour de justice de la Seine, inculpés d’atteinte à la sûreté extérieure de l’État.
La Cour de justice, le 22 mars 1947, rend son arrêt : tous les gendarmes sont reconnus coupables d’actes de nature à nuire à la Défense nationale, la Cour considère cependant qu’ils se sont réhabilités par « des actes de participation active, efficace et soutenue à la Résistance contre l’ennemi ». Seuls deux sont condamnés à de la prison ferme – deux ans – et à la dégradation nationale pour cinq ans. Ils sont graciés et relevés de l’indignité nationale au bout d’un an,,.
Les inculpés sont :
- capitaine Marcellin Vieux, commandant du camp à compter du 1er juillet 1942. déserteur en 1947. Gendarme, fils et frère de gendarme, Marcelin Vieux est capitaine en 1942. Il est le second commandant de la gendarmerie du camp de Drancy, de juillet 1942 à septembre 1942, au moment de l'arrivée des raflés du Vél d'hiv et des déportations massives vers Auschwitz[13]. Il a été nommé à ce poste en remplacement du capitaine Robert Richard, jugé trop mou par les autorités allemandes[14]. Brutal, il frappe à la cravache ou avec des coups de points des invalides ou des femmes âgées. A la Libération il est traduit en justice, mais il avait quitté la France. A son retour en 1956, il doit faire face au Tribunal permanent des forces armées[15].

« En fuite jusqu’au milieu des années cinquante, le capitaine Vieux s’est surtout vu reproché non pas tant le fait d’avoir obéi aux ordres que celui d’être allé au-delà des strictes consignes qui lui avaient été données. De multiples témoignages, en effet, évoquent avec effroi la cravache du militaire et le sadisme dont il fit preuve à l’égard des internés, enfants y compris. Pourtant, parmi les gardiens du camp de Drancy tous n’ont pas obéi aussi aveuglement. Le prédécesseur de Vieux notamment - le capitaine Robert Richard - n’a pas fait montre, lui, d’un tel zèle alors que tous deux étaient pourtant de la même génération, avaient été formés au même moule et avaient connu une carrière relativement similaire. ».
- lieutenant Paul Barral, nommé capitaine le 1er janvier 1944, il réussit à entrer dans la résistance en août 1944. Il est inculpé, jugé devant la Cour de Justice de la Seine pour atteinte à la sûreté extérieure de l'État en 1947, condamné à deux ans de prison ferme et à la dégradation nationale pour cinq ans, gracié et relevé de l'indignité nationale au bout d'un an[16].
- lieutenant Cannac, chargé de la sécurité extérieure du camp, condamné à deux ans de prison ferme et à la dégradation nationale pour cinq ans, gracié et relevé de l'indignité nationale au bout d'un an.
- adjudant-chef Jean Laurent, acquitté.
- adjudant Jean Laroquette, chargé de la police intérieure du camp jusqu'au 1er mars 1943 avait réussi à entrer aux Forces françaises de l'intérieur (FFI) en août 1944. Frappé d'indignité nationale, il est aussitôt réhabilité par la Cour de justice « pour participation active efficace et soutenue à la Résistance »[12].
- maréchal-des-logis-chef Émile Bousquet, acquitté, en dépit du témoignage accablant d'Yves Jouffa. Maître Yves Jouff préside, après la guerre, l’amicale des anciens internés de Drancy[17].
- maréchal-des-logis-chef Marcel Van Neste, responsable des fouilles à l'intérieur du camp de novembre 1941 à juillet 1943, condamné, le 27 juin 1947, à six mois de prison et à juillet 1943 la dégradation nationale pour cinq ans.
- maréchal des logis Victor Lambert, en charge de 4 puis 10 gendarmes servant d'escorte lors des sorties, notamment les corvées extérieures[18], acquitté.
- gendarme Louis Lucas, acquitté.

### Le gendarme Camille Mathieu, "Juste parmi les Nations"
Le gendarme Camille Mathieu du camp de Drancy, décédé en octobre 2017 à l'âge de 102 ans, est reconnu comme Juste parmi les Nations pour avoir sauvé huit juifs pendant l'occupation,.
La caserne de la mobile de Drancy devient « Camille Mathieu ».
Un quartier de Drancy devient le quartier Mathieu.

## Après la guerre

### Les gendarmes restent jusqu'en 1976
Des collaborateurs sont internés à Drancy en 1946. Les gendarmes restent dans les lieux jusqu’en 1976, date à laquelle les tours et les bâtiments en forme de peignes sont détruits par le Ministère de la Défense pour y construire une nouvelle caserne.